# エンタープライズ (空母・3代)
CVN-80 PCU エンタープライズ 
（英語: PCU Enterprise）は、アメリカ海軍で建造中の航空母艦（原子力空母）。
新型空母ジェラルド・R・フォード級の3番艦。ニミッツ級2番艦「ドワイト・D・アイゼンハワー」(CVN-69)の後継として2028年に就役が予定されている。

## 命名
2012年12月1日、「CVN-65 エンタープライズ」（先代のエンタープライズ級ネームシップ）の退役式典前のスピーチで、レイ・メイバス海軍長官がCVN-80を「エンタープライズ」と命名すると述べた。
「エンタープライズ」（「冒険」の意）を艦名に冠するアメリカ海軍所属艦艇としては9代目、空母としては3代目にあたる。また、「エンタープライズ」は1966年就役の「アメリカ」(CV-66)以来の空母において艦名が人名に由来しない艦となる。
また、ネームシップの名の由来となったジェラルド・R・フォード大統領は、スペースシャトル・エンタープライズの命名をした人物である。

## 建造
「エンタープライズ」はバージニア州にあるハンティントン・インガルス・インダストリーズのニューポート・ニューズ造船所で建造される。2018年8月24日、起工式に先立ち鋼材切り出しが始まり、式典には五輪金メダリストであるシモーネ・バイルズとケイティ・レデッキーが出席した。
「エンタープライズ」は2025年就役を予定しているが、建造コスト削減のため2番艦「ジョン・F・ケネディ」同様建造期間を長くすることも検討されている。もしこの案が採用された場合、「エンタープライズ」の就役は2027年となる。